# Ivan, vojvoda Drača
Ivan Anžuvinac (1294. – 5. travnja 1336.) bio je član napuljske kraljevske obitelji te grof Gravine, knez Ahaje, vojvoda Drača i vladar Albanskoga Kraljevstva. Ivan je bio najmlađi sin kralja Karla II. Napuljskog i njegove supruge, Marije Arpadović te brat napuljskog kralja Roberta.
Dana 3. rujna 1313., Ivan je imenovan kapetan-generalom Kalabrije. Godine 1315., Ivan je postao grof Gravine, naslijedivši brata Petra.
Ivanova je prva supruga bila gospa Matilda od Hainauta – brak je trebao Ahaju staviti pod vlast Anžuvinaca. Matilda je odbila predati svoje pravo Ivanu, tajno se udavši za Huga de La Palicea. Na kraju je Matildin i Ivanov brak poništen. Ivan se 14. studenoga 1321. oženio Agnezom de Périgord te je njihov sin bio Karlo, vojvoda Drača.